# 霍斯特·彼得
霍斯特·彼得（德語：Horst Peter，1946年4月24日—），德国男子排球运动员。他曾代表东德参加1968年和1972年夏季奥林匹克运动会排球比赛，其中1972年奥运会获得一枚银牌。